# Buju Banton
Buju Banton, nom artístic de Mark Anthony Myrie (15 de juliol de 1973) és un cantant jamaicà de reggae, dancehall, i ragga que també ha gravat cançons de pop i dance. Les seves cançons tracten sobretot de temes polítics. Va ser influenciat per les idees del profeta jamaicà Marcus Garvey i del moviment rastafari. El 22 de febrer de 2011 se'l va declarar culpable de vendre cocaïna a Tampa, Florida. El passat 8 de Desembre de 2018 va ser alliberat després de set anys d'encarcelament.
En el concert del seu retorn, Buju Banton, va aconseguir omplir l'Estadi Olímpic Nacional De Jamaica, a Kingston, d'amics i fans que plegats van celebrar l'esperat retorn als escenaris.

## Biografia
Buju Banton va néixer prop de Kingston, Jamaica en un barri pobre anomenat Salt Lane.“Buju” és un sobrenom donat als nens grassonets que significa "els arbres del pa". És el sobrenom que la seva mare li va donar de nen. "Banton" és una paraula jamaicana que es refereix a algú que és un narrador respectat. La mare de Buju era una venedora ambulant, mentre que el seu pare treballava com a obrer en una fàbrica de teules. Era el més jove de quinze nens nascuts en una família que va ser descendent directe dels Cimarrones, un grup d'antics esclaus africans que es van convertir en lluitadors per la llibertat negada pels britànics durant segles i que van obtenir una semi-autonomia a Jamaica.

## Inicis de la seva carrera
Quan era jove, Banton sovint observava els seus artistes favorits quan realitzaven espectacles a l'aire lliure i sales de festes locals a la seva Ciutat, Denham Town. Als 14 anys va començar a cantar sota el sobrenom de "Gargamel", treballant amb Sweet Love, Rambo Mang i sound systems. En 1986, Clement Irie el va introduir al productor Robert Ffrench, amb qui va fer el seu primer senzill, anomenat "The Ruler" i publicat el 1987. Això li va obrir les portes a enregistrar amb productors com Patrick Roberts, Bunny Lee, Winston Riley, i B, i el 1988, als 15 anys, va gravar la cançó "Boom Bye Bye".

## Discografia
- 1992: Stamina Daddy
- 1992: Mr. Mention
- 1993: Voice of Jamaica
- 1993: Make My Day
- 1995: 'Til Shiloh
- 1995: Champion
- 1995: Super Stars Conference
- 1997: Rudeboys Inna Ghetto
- 1997: Inna Heights
- 1998: Quick
- 2000: Unchained Spirit
- 2000: Dubbing With The Banton
- 2001: The Early Year 1990 - 1995
- 2001: Ultimate Collection
- 2002: Want It!
- 2003: Friends for Life
- 2006: Too Bad
- 2008: Gonna Bring Ja
- 2009: Rasta Got Soul
- 2010: Before The Dawn